# 瓦季姆·梅德韦杰夫
瓦季姆·安德烈耶维奇·梅德韦杰夫（1929年3月29日—2025年7月11日）是苏联党和国家领导人。

## 生平
1929年，生于雅罗斯拉夫尔省达尼洛夫县莫霍尼科沃村的农民家庭。1951年，毕业于国立列宁格勒日丹诺夫大学，做科学教育工作。1952年，加入苏联共产党。1956年，任列宁格勒铁路运输学院副教授。1961年，任列宁格勒工学院教研室主任。1968年，起为经济学博士、教授。同年，任苏共列宁格勒市委书记。
1970年，任苏共中央宣传部副部长。1976年，为苏共中央检查委员。1978年，任苏共中央社会科学院院长。1983年，任苏共中央科学与教学部部长。1986年，苏共中央书记处成员，兼任苏共中央社会主义国家共产党工人党联络部部长。1988年，为苏共中央政治局委员兼任苏共中央意识形态委员会主席。
1990年，为苏联总统委员会委员。1991年，任苏联总统高级顾问。1992年，起任国际社会经济与政治研究基金会（戈尔巴乔夫基金会）顾问。